# Cavaglio-Spoccia
Cavaglio-Spoccia – miejscowość i gmina we Włoszech, w regionie Piemont, w prowincji Cusio Ossola. Położony około 140 kilometrów na północny wschód od Turynu i około 20 kilometrów na północny wschód od Verbanii, na granicy ze Szwajcarią.
Według danych na rok 2004 gminę zamieszkiwało 309 osób, 17,2 os./km².